# Clopyralid
Clopyralid ist chloriertes Derivat der Picolinsäure aus der Gruppe der Pyridincarbonsäuren. Als Herbizid ist der Wirkstoff unter der Handelsbezeichnung Lontrel bekannt.

## Synthese
Die Synthese von Clopyralid geht von 2-Picolin aus, welches photochemisch chloriert wird. Anschließend wird die Trichlormethylgruppe durch Salpetersäure zur Carboxygruppe oxidiert.

## Verwendung

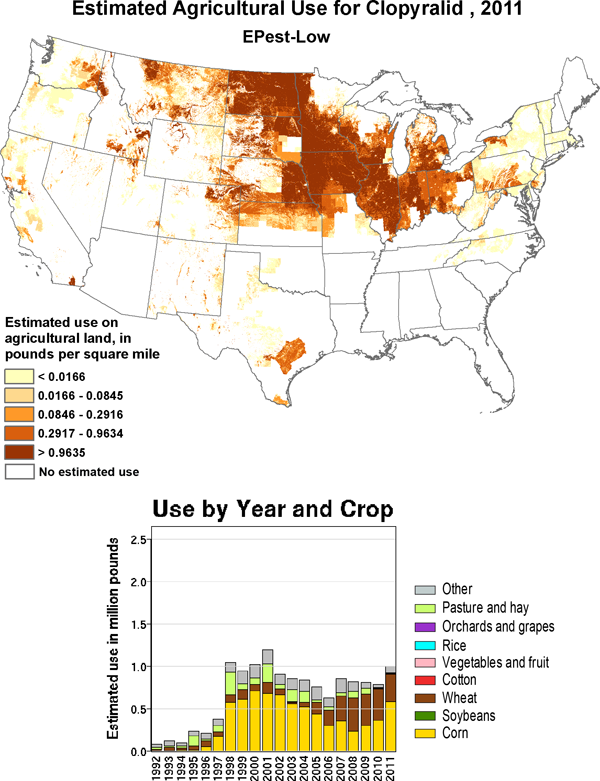
Geschätzte Ausbringungsmenge in den USA

Clopyralid wird als Wirkstoff in Pflanzenschutzmitteln verwendet. Die Verbindung wurde 1975 von Dow Chemical als systemisches und selektives Wuchsstoffherbizid eingeführt.
Es wird bevorzugt im Nachauflauf in Zucker- und Futterrüben gegen verschiedene Unkräuter, wie Disteln, Huflattich, Kornblumen, Knöterich oder Kamille eingesetzt. Auch im Getreide-, Raps-, Mais-, Zwiebel- und Erdbeeranbau sowie in Ziergehölzen und Grünland wird Clopyralid genutzt. Bei wüchsigen Wetterbedingungen wirkt es am besten.

## Zulassung
Clopyralid ist mit Wirkung zum 1. Mai 2007 in die Liste der in der EU zulässigen Pflanzenschutzmittel aufgenommen worden. In der Schweiz wurde Clopyralid aus der Liste der nicht bewilligungspflichtigen Pflanzenschutzmittel gestrichen.
In Deutschland, Österreich und der Schweiz sowie in weiteren EU-Staaten sind Pflanzenschutzmittel mit diesem Wirkstoff zugelassen.